# Heroïde funèbre
Héroïde funèbre (S 102) is een symfonisch gedicht gecomponeerd door Franz Liszt. Het is een bewerking van het enige overgebleven deel van een ‘Revolutie-symfonie’ die Liszt rond 1830 al van plan was te componeren.

## Beschrijving
Dit symfonische gedicht is een muziekstuk in één deel, hoorbaar onderverdeeld in drie onderdelen. Er zijn twee versies van dit werk: 1850 en 1854.
In de door Liszt geschreven introductie bij dit werk schrijft hij dat dit werk een opvolger is van een muzikaal concept dat hij al in 1830 in zijn hoofd had. Ten tijde van de ‘Julirevolutie’, in Parijs, kwamen bij hem ideeën op een ‘Revolutiesymfonie’ te componeren. Deze symfonie moest een verzamelachtig werk worden waarin naast veel muziek die het slagveld zou doen weerklinken ook melodieën als de ‘Marseillaise’ en Luthers koraalmelodie ‘Ein’ feste Burg ist unser Gott’ zouden worden verwerkt. Maar in 1830 kwam er verder niet veel van en pas in 1848, toen in veel Europese landen vrijheidsbewegingen gaande waren, kwam het idee weer boven om de symfonie te componeren. Het moest een vijfdelig werk worden; één deel was eind 1849 compleet. (In dat jaar werden 13 generaals van het Hongaarse opstandelingenleger door de Oostenrijkers bij de stad Arad geëxecuteerd.) Toch bleef de symfonie een fragment en Liszt verloor al gauw de interesse erin. Het deel dat wel was gecomponeerd, bewerkte Liszt nog eenmaal en hij nam het op in zijn totale oeuvre van symfonische gedichten. De bewerking richtte er zich vooral op om de treurende toon van het deel, die moest herinneren aan ‘alle ooit neergeslagen revoluties’ – Liszt was nooit ver van een groots gebaar –, te versterken. 

Portret van Arthur Schopenhauer

Treurnis is in Liszts programma het sleutelwoord in deze symfonische begrafenismars. Het is de ‘emotie die verborgen is in de (universele) stilte die op de catastrofe volgt’. De muziek symboliseert Liszts teleurstelling over de revolutionaire jaren (1840 - 1850) en de daaropvolgende jaren van restauratie (1850 - 1860) toen alles in Europa weer bij het oude leek te blijven. Het zijn dezelfde teleurstellingen die Richard Wagner ervaren moest hebben in zíjn revolutionaire geest. Na enkele jaren werden zowel Liszt als Wagner in de armen van de pessimistische filosofie van Arthur Schopenhauer gedreven en beider mentaliteit werd erdoor beïnvloed. Het middendeel van het symfonisch gedicht is een gelukzalig eiland van herinneringen aan betere tijden. Dit komt doordat het in feite omarmd wordt door de vreemde klanken van de marsen rond dit middendeel. Het werk begint met een korte fanfare. De fanfare, die een motief van de Marseillaise in zich heeft, was vroeger een oproep om ten strijde te gaan, maar is nu een signaal geworden dat tot devotie oproept. In de mars spelen het slagwerk en de zware koperinstrumenten een vooraanstaande rol.